# Chisocheton diversifolius
Chisocheton diversifolius är en tvåhjärtbladig växtart som beskrevs av Friedrich Anton Wilhelm Miquel. Chisocheton diversifolius ingår i släktet Chisocheton och familjen Meliaceae. Inga underarter finns listade i Catalogue of Life.